# Dahiana Burgos
Rossy Dahiana Burgos Herrera (ur. 7 kwietnia 1985 w Santo Domingo) – dominikańska siatkarka grająca na pozycji przyjmującej, reprezentantka kraju. 

## Kariera sportowa
Zdobyła srebrny medal w Pucharze Panamerykańskim w 2005 roku, który był rozgrywany w Santo Domingo na Dominikanie.
Dahiana Burgos reprezentowała Dominikanę w Mistrzostwach Świata Juniorek 2005, w których zajęła 9. miejsce. W sezonie 2009/2010 grała we włoskiej drużynie Lavoro.Doc Pontecagnano (liga A2).
Uczestniczy również w zawodach siatkówki plażowej.

## Kluby
- 2002 -  Modeca
- 2003–2004 -  Bameso
- 2005 -  Liga Juan Guzman
- 2005–2006 -  Modeca
- 2006 -  Villa Verde
- 2005–2006  Lines Tra.De.Co. Altamura
- 2007 -  Santo Domingo
- 2008 -  Pueblo Nuevo
- 2008 -  Espaillat
- 2008 -  La Romana
- 2009–2010 -  Lavoro.Doc Pontecagnano
- 2010 -  Espaillat
- 2010 -  Dominican Republic Lava Pies
- 2010 -  Villa Gonzalez

## Osiągnięcia reprezentacyjne
- 2005 - Mistrzostwa Świata Juniorek - 9. miejsce
- 2005 - Puchar Panamerykański - 2. miejsce
- 2005 - Mistrzostwa Ameryki Północnej, Środkowej i Karaibów - 3. miejsce
- 2009 - Final Four Cup - 3. miejsce